# Verbascum sublobatum
Verbascum sublobatum är en flenörtsväxtart som beskrevs av Svante Samuel Murbeck. Verbascum sublobatum ingår i släktet kungsljus, och familjen flenörtsväxter. Inga underarter finns listade i Catalogue of Life.